# Martin Buss
Martin Buss (Berlim Ocidental, 7 de abril de 1976) é um ex-atleta alemãoo, especializado no salto em altura. 
Foi campeão mundial da prova no Campeonato Mundial de Atletismo de 2001 em Edmonton, Canadá e conquistou mais uma de bronze no Mundial anterior, Sevilha 1999. Foi três vezes campeão do salto em altura no Campeonato Alemão de Atletismo em Pista Coberta.